# Onofrio Di Bella
Onofrio Di Bella (Palermo, 30 novembre 1975) è un militare italiano, Carabiniere dell'Arma dei Carabinieri, insignito di Medaglia d'oro al valor civile.